# Ischyromyidae
Famille
Les Ischyromyidae forment une famille éteinte de rongeurs ayant vécu au cours du Paléogène en Europe, en Asie et en Amérique du Nord.

## Liste des sous-familles et genres
Selon Paleobiology Database (15 avril 2015) :
- genre Acritoparamys ;
- sous-famille Ailuravinae ;
- genre Apatosciuravus ;
- genre Churcheria ;
- genre Decticadapis ;
- genre Hulgana ;
- genre Ischyromys ;
- genre Leptotomus ;
- sous-famille Microparamyinae ;
- genre Notoparamys ;
- sous-famille Paramyinae ;
- genre Paramys ;
- genre Rapamys ;
- genre Tapomys ;
- genre Thisbemys.